# Fotballklubben Lyn Oslo 2008
Questa voce raccoglie le informazioni riguardanti il Fotballklubben Lyn Oslo nelle competizioni ufficiali della stagione 2008.

## Stagione
Il Lyn Oslo chiuse la stagione al 7º posto in campionato, mentre l'avventura nella Coppa di Norvegia 2008 si chiuse ai quarti di finale, con l'eliminazione per mano del Molde. Tomasz Sokolowski fu il calciatore con maggiori presenze in stagione, 31 (26 in campionato, 5 in coppa). Il miglior marcatore fu Espen Hoff con 15 reti (10 in campionato, 5 in coppa).

## Maglie e sponsor
Lo sponsor tecnico per la stagione 2008 fu Puma, mentre lo sponsor ufficiale fu Smart. La divisa casalinga era composta da una maglietta rossa con una larga striscia bianca sul petto, pantaloncini blu e calzettoni rossi. Quella da trasferta era invece totalmente blu.
| Casa | Trasferta |

## Rosa
| N. |                      | Ruolo | Calciatore          |
| -- | -------------------- | ----- | ------------------- |
| 1  | Svezia (bandiera)    | P     | Eddie Gustafsson    |
| 2  | Svezia (bandiera)    | D     | Jimmy Tamandi       |
| 3  | Australia (bandiera) | D     | Shane Stefanutto    |
| 4  | Islanda (bandiera)   | D     | Indriði Sigurðsson  |
| 5  | Uruguay (bandiera)   | C     | Juan Silva Cerón    |
| 5  | Norvegia (bandiera)  | D     | Ståle Stensaas      |
| 6  | Norvegia (bandiera)  | D     | Christian Brink     |
| 7  | Norvegia (bandiera)  | C     | Tomasz Sokolowski   |
| 8  | Islanda (bandiera)   | C     | Teddy Bjarnason     |
| 9  | Argentina (bandiera) | A     | Lucas Pratto        |
| 9  | Nigeria (bandiera)   | A     | Odion Ighalo        |
| 10 | Svezia (bandiera)    | A     | Magnus Powell       |
| 11 | Uruguay (bandiera)   | A     | Diego Guastavino    |
| 12 | Norvegia (bandiera)  | P     | Kjell Petter Opheim |
| 13 | Norvegia (bandiera)  | C     | Trygve Velten       |
| 14 | Norvegia (bandiera)  | A     | Kim Holmen          |

| N. |                           | Ruolo | Calciatore            |
| -- | ------------------------- | ----- | --------------------- |
| 15 | Norvegia (bandiera)       | C     | Erling Knudtzon       |
| 16 | Norvegia (bandiera)       | C     | Espen Hoff            |
| 17 | Norvegia (bandiera)       | D     | Kim André Madsen      |
| 18 | Norvegia (bandiera)       | A     | Adama Diomande        |
| 19 | Costa d'Avorio (bandiera) | A     | Davy Claude Angan     |
| 19 | Norvegia (bandiera)       | A     | Jo Inge Berget        |
| 21 | Norvegia (bandiera)       | D     | Mads Dahm             |
| 22 | Norvegia (bandiera)       | D     | Tommy Berntsen        |
| 23 | Norvegia (bandiera)       | D     | Lars-Kristian Eriksen |
| 24 | Svezia (bandiera)         | P     | Johan Dahlin          |
| 25 | Nigeria (bandiera)        | C     | Paul Obiefule         |
| 26 | Norvegia (bandiera)       | C     | Endre Fotland Knudsen |
| 27 | Norvegia (bandiera)       | D     | Magne Simonsen        |
| 29 | Norvegia (bandiera)       | D     | Vegar Gjermundstad    |
| 30 | Islanda (bandiera)        | P     | Arnar Darri Pétursson |

## Calciomercato

### Sessione invernale(dal 01/01 al 31/03)
| Acquisti | Acquisti            | Acquisti       | Acquisti      |
| R.       | Nome                | da             | Modalità      |
| -------- | ------------------- | -------------- | ------------- |
| P        | Kjell Petter Opheim | svincolato     |               |
| D        | Shane Stefanutto    | Lillestrøm     | definitivo    |
| D        | Jimmy Tamandi       | AIK            | definitivo    |
| C        | Bjarne Ingebretsen  | Kongsvinger    | fine prestito |
| C        | Trygve Velten       | Drøbak/Frogn   | definitivo    |
| A        | Diego Guastavino    | Dep. Maldonado | definitivo    |

| Cessioni | Cessioni           | Cessioni      | Cessioni   |
| R.       | Nome               | a             | Modalità   |
| -------- | ------------------ | ------------- | ---------- |
| P        | Johan Dahlin       | Trelleborg    | prestito   |
| D        | Rasmus Daugaard    |               | svincolato |
| D        | Øyvind Gram        | Aalesund      | definitivo |
| D        | Kevin Larsen       | Tromsø        | definitivo |
| D        | Kim André Madsen   | Nybergsund    | prestito   |
| D        | Enrique Ortiz      |               | ritiro     |
| C        | Bjarne Ingebretsen | Nybergsund    | prestito   |
| C        | Jo Tessem          | Bournemouth   | definitivo |
| A        | Ezekiel Bala       | Bryne         | definitivo |
| A        | Dylan Macallister  | C.C. Mariners | definitivo |

### Sessione estiva(dal 01/08 al 31/08)
| Acquisti | Acquisti          | Acquisti     | Acquisti      |
| R.       | Nome              | da           | Modalità      |
| -------- | ----------------- | ------------ | ------------- |
| P        | Johan Dahlin      | Trelleborg   | fine prestito |
| D        | Kim André Madsen  | Nybergsund   | fine prestito |
| C        | Juan Silva Cerón  | Peñarol      | definitivo    |
| A        | Davy Claude Angan | Bingerville  | definitivo    |
| A        | Lucas Pratto      | Boca Juniors | prestito      |

| Cessioni | Cessioni       | Cessioni      | Cessioni   |
| R.       | Nome           | a             | Modalità   |
| -------- | -------------- | ------------- | ---------- |
| D        | Ståle Stensaas | Lillestrøm    | definitivo |
| A        | Jo Inge Berget | Udinese       | definitivo |
| A        | Odion Ighalo   | Udinese       | definitivo |
| A        | Magnus Powell  | GIF Sundsvall | definitivo |

## Risultati

### Eliteserien

#### Girone di andata
| Arbitro: | Moen (Haugesund) |

|                            |           |                 |
| Traoré 68’ Koné 81’ (rig.) | Marcatori | 45’ (rig.) Hoff |

| Arbitro: | Helgerud (Lier) |

|                                    |           |               |
| Stensaas 52’ Holmen 67’ Ighalo 79’ | Marcatori | 78’ Bjarnason |

| Arbitro: | Ditlefsen |

|                            |           |              |
| Ighalo 56’ Hoff 90’ (rig.) | Marcatori | 42’ Ringberg |

| Arbitro: | Hagen (Grue) |

|                          |           |               |
| Andersen 48’ Nielsen 90’ | Marcatori | 20’ Bjarnason |

| Oslo 27 aprile 2008, ore 18:00 5ª giornata | Lyn Oslo             | 0 – 0 referto | Fredrikstad | Bislett Stadion (10.089 spett.)\| Arbitro: \| Olsen (Kristiansand) \| |
| Arbitro:                                   | Olsen (Kristiansand) |               |             |                                                                       |

| Arbitro: | Moen (Haugesund) |

|  |           |                                             |
|  | Marcatori | 40’ (rig.), 45’ (rig.), 49’ Hoff 56’ Holmen |

| Arbitro: | Øvrebø (Oslo) |

|  |           |                            |
|  | Marcatori | 51’ Nannskog 90’ Andersson |

| Arbitro: | Edvartsen (Hamar) |

|                                     |           |  |
| Sigurðsson 14’ (aut.) Rushfeldt 29’ | Marcatori |  |

| Arbitro: | Øvrebø (Oslo) |

|                 |           |  |
| Ighalo 65’, 84’ | Marcatori |  |

| Arbitro: | Sælen (Bergen) |

|  |           |               |
|  | Marcatori | 47’ Bjarnason |

| Arbitro: | Berntsen (Vang) |

|             |           |               |
| Knudsen 86’ | Marcatori | 23’ Samuelsen |

| Arbitro: | Edvartsen (Hamar) |

|           |           |             |
| Occean 4’ | Marcatori | 5’, 8’ Hoff |

| Arbitro: | Ditlefsen |

|           |           |                      |
| Holmen 2’ | Marcatori | 77’ (rig.) Bjarnason |

#### Girone di ritorno
| Arbitro: | Johnsen (Tønsberg) |

|                                                 |           |                         |
| Sigurðsson 31’ Ighalo 82’ Guastavino 90’ (rig.) | Marcatori | 11’ Nystrøm 37’ Nielsen |

| Arbitro: | Alseth (Stjørdal) |

|                             |           |           |
| Sørensen 80’ P. Rønning 89’ | Marcatori | 9’ Ighalo |

| Arbitro: | Olsen (Kristiansand) |

|                            |           |  |
| Ijeh 16’ Gaarde 73’ (rig.) | Marcatori |  |

| Arbitro: | Alseth (Stjørdal) |

|          |           |  |
| Hoff 42’ | Marcatori |  |

| Arbitro: | Berntsen (Vang) |

|                |           |                |
| Gunnarsson 57’ | Marcatori | 65’ Guastavino |

| Arbitro: | Hagen (Grue) |

|                                |           |                                       |
| Holmen 14’, 60’ Sokolowski 32’ | Marcatori | 34’ Sequeira 64’ Haugen 90’ Moldskred |

| Arbitro: | Øvrebø (Oslo) |

|             |           |                     |
| Shelton 79’ | Marcatori | 56’ Hoff 73’ Holmen |

| Arbitro: | Olsen (Kristiansand) |

|            |           |                                               |
| Pratto 77’ | Marcatori | 14’ Skjølsvik 29’ (rig.) Koskela 68’ M. Diouf |

| Arbitro: | Ditlefsen |

|                           |           |  |
| Karadas 81’ Sævarsson 84’ | Marcatori |  |

| Arbitro: | Hauge (Bergen) |

|                |           |                     |
| Sokolowski 90’ | Marcatori | 30’ Pelu 45’ Strand |

| Arbitro: | Helgerud (Lier) |

|                                            |           |                                    |
| Vitaić 16’ (rig.), 71’ (rig.) Karekezi 88’ | Marcatori | 34’ Bjarnason 79’ (aut.) Bjørnevik |

| Arbitro: | Hagen (Grue) |

|                                               |           |  |
| Sokolowski 33’ Hoff 62’ Guastavino 83’ (rig.) | Marcatori |  |

| Arbitro: | Hafsås (Trondheim) |

|  |           |                           |
|  | Marcatori | 48’ Guastavino 75’ Holmen |

### Coppa di Norvegia
| Harstad 12 maggio 2008, ore 16:00 Primo turno                                                            | Harstad   | 1 – 6 referto                                             | Lyn Oslo | Harstad Stadion (706 spett.) |
| \| \| \| \| \| Kajander 30’ \| Marcatori \| 41’ Obiefule 53’ Dahm 66’, 88’ Hoff 71’ Holmen 81’ Berget \| |           |                                                           |          |                              |
| |           |                                                           |          |                              |
| Kajander 30’                                                                                             | Marcatori | 41’ Obiefule 53’ Dahm 66’, 88’ Hoff 71’ Holmen 81’ Berget |          |                              |

| Arbitro: | Ahlsen |

|             |           |                                 |
| Brandal 55’ | Marcatori | 56’ (rig.), 90’ Hoff 85’ Velten |

| Arbitro: | Borgersen (Oslo) |

|                                                  |           |  |
| Ighalo 41’ Falck 43’ (aut.) Eriksen 52’ Hoff 70’ | Marcatori |  |

| Arbitro: | Sælen (Bergen) |

|           |           |                                                  |
| Aarøy 49’ | Marcatori | 29’, 88’ Holmen 64’ Simonsen 64’, 90’ Guastavino |

| Oslo 15 agosto 2008, ore 19:00 Quarti di finale                                   | Lyn Oslo  | 1 – 3 (d.t.s.) referto                | Molde | Bislett Stadion (2.750 spett.) |
| \| \| \| \| \| Angan 98’ \| Marcatori \| 100’ P. Diouf 104’ Forren 119’ Hoseth \| |           |                                       |       |                                |
|                                                                                   |           |                                       |       |                                |
| Angan 98’                                                                         | Marcatori | 100’ P. Diouf 104’ Forren 119’ Hoseth |       |                                |

## Statistiche

### Statistiche di squadra
| Competizione      | Punti | In casa | In casa | In casa | In casa | In casa | In casa | In trasferta | In trasferta | In trasferta | In trasferta | In trasferta | In trasferta | Totale | Totale | Totale | Totale | Totale | Totale | DR  |
| Competizione      | Punti | G       | V       | N       | P       | Gf      | Gs      | G            | V            | N            | P            | Gf           | Gs           | G      | V      | N      | P      | Gf     | Gs     | DR  |
| ----------------- | ----- | ------- | ------- | ------- | ------- | ------- | ------- | ------------ | ------------ | ------------ | ------------ | ------------ | ------------ | ------ | ------ | ------ | ------ | ------ | ------ | --- |
| Eliteserien       | 38    | 13      | 6       | 4       | 3       | 21      | 16      | 13           | 5            | 1            | 7            | 17           | 18           | 26     | 11     | 5      | 10     | 38     | 34     | +4  |
| Coppa di Norvegia | -     | 2       | 1       | 0       | 1       | 5       | 3       | 3            | 3            | 0            | 0            | 13           | 3            | 5      | 4      | 0      | 1      | 18     | 6      | +12 |
| Totale            | -     | 15      | 7       | 4       | 4       | 26      | 19      | 16           | 8            | 1            | 7            | 30           | 21           | 31     | 15     | 5      | 11     | 56     | 40     | +16 |

### Statistiche dei giocatori
| Giocatore       | Eliteserien | Eliteserien | Eliteserien | Eliteserien | Coppa di Norvegia | Coppa di Norvegia | Coppa di Norvegia | Coppa di Norvegia | Totale   | Totale | Totale      | Totale     |
| Giocatore       | Presenze    | Reti        | Ammonizioni | Espulsioni  | Presenze          | Reti              | Ammonizioni       | Espulsioni        | Presenze | Reti   | Ammonizioni | Espulsioni |
| --------------- | ----------- | ----------- | ----------- | ----------- | ----------------- | ----------------- | ----------------- | ----------------- | -------- | ------ | ----------- | ---------- |
| D. Angan        | 2           | 0           | 0           | 0           | 1                 | 1                 | 0                 | 0                 | 3        | 1      | 0           | 0          |
| J. Berget       | 2           | 0           | 0           | 0           | 2                 | 1                 | 0                 | 0                 | 4        | 1      | 0           | 0          |
| T. Berntsen     | 22          | 0           | 3           | 0           | 2                 | 0                 | 1                 | 0                 | 24       | 0      | 4           | 0          |
| T. Bjarnason    | 24          | 3           | 3           | 1           | 4                 | 0                 | 0                 | 0                 | 28       | 3      | 3           | 1          |
| C. Brink        | 0           | 0           | 0           | 0           | 1                 | 0                 | 0                 | 0                 | 1        | 0      | 0           | 0          |
| J. Dahlin       | 1           | 0           | 0           | 0           | 0                 | 0                 | 0                 | 0                 | 1        | 0      | 0           | 0          |
| M. Dahm         | 12          | 0           | 0           | 0           | 3                 | 1                 | 0                 | 0                 | 15       | 1      | 0           | 0          |
| A. Diomande     | 2           | 0           | 0           | 0           | 0                 | 0                 | 0                 | 0                 | 2        | 0      | 0           | 0          |
| L. Eriksen      | 17          | 0           | 2           | 0           | 5                 | 1                 | 0                 | 0                 | 22       | 1      | 2           | 0          |
| V. Gjermundstad | 0           | 0           | 0           | 0           | 0                 | 0                 | 0                 | 0                 | 0        | 0      | 0           | 0          |
| D. Guastavino   | 18          | 4           | 1           | 0           | 2                 | 1                 | 1                 | 0                 | 20       | 5      | 2           | 0          |
| E. Gustafsson   | 25          | 0           | 0           | 0           | 4                 | 0                 | 0                 | 0                 | 29       | 0      | 0           | 0          |
| E. Hoff         | 23          | 10          | 4           | 0           | 5                 | 5                 | 1                 | 0                 | 28       | 15     | 5           | 0          |
| K. Holmen       | 26          | 7           | 0           | 0           | 4                 | 3                 | 1                 | 0                 | 30       | 10     | 1           | 0          |
| O. Ighalo       | 13          | 6           | 1           | 0           | 3                 | 1                 | 0                 | 0                 | 16       | 7      | 1           | 0          |
| E. Knudsen      | 9           | 1           | 0           | 0           | 3                 | 0                 | 0                 | 0                 | 12       | 1      | 0           | 0          |
| E. Knudtzon     | 19          | 0           | 2           | 0           | 3                 | 0                 | 0                 | 0                 | 22       | 0      | 2           | 0          |
| K. Madsen       | 1           | 0           | 0           | 0           | 0                 | 0                 | 0                 | 0                 | 1        | 0      | 0           | 0          |
| P. Obiefule     | 24          | 0           | 3           | 1           | 5                 | 1                 | 0                 | 0                 | 29       | 1      | 3           | 1          |
| K. Opheim       | 0           | 0           | 0           | 0           | 1                 | 0                 | 0                 | 0                 | 1        | 0      | 0           | 0          |
| A. Pétursson    | 0           | 0           | 0           | 0           | 0                 | 0                 | 0                 | 0                 | 0        | 0      | 0           | 0          |
| M. Powell       | 10          | 0           | 0           | 0           | 1                 | 0                 | 0                 | 0                 | 11       | 0      | 0           | 0          |
| L. Pratto       | 6           | 1           | 0           | 0           | 1                 | 0                 | 0                 | 0                 | 7        | 1      | 0           | 0          |
| I. Sigurðsson   | 24          | 1           | 6           | 0           | 4                 | 0                 | 2                 | 0                 | 28       | 1      | 8           | 0          |
| J. Silva Cerón  | 0           | 0           | 0           | 0           | 0                 | 0                 | 0                 | 0                 | 0        | 0      | 0           | 0          |
| M. Simonsen     | 23          | 0           | 3           | 0           | 3                 | 1                 | 0                 | 0                 | 26       | 1      | 3           | 0          |
| T. Sokolowski   | 26          | 3           | 1           | 0           | 5                 | 0                 | 1                 | 0                 | 31       | 3      | 2           | 0          |
| S. Stefanutto   | 19          | 0           | 3           | 0           | 2                 | 0                 | 0                 | 0                 | 21       | 0      | 3           | 0          |
| S. Stensaas     | 4           | 1           | 0           | 0           | 2                 | 0                 | 0                 | 0                 | 6        | 1      | 0           | 0          |
| J. Tamandi      | 0           | 0           | 0           | 0           | 0                 | 0                 | 0                 | 0                 | 0        | 0      | 0           | 0          |
| T. Velten       | 3           | 0           | 0           | 0           | 3                 | 1                 | 0                 | 0                 | 6        | 1      | 0           | 0          |